# Renauldia baueri
Renauldia baueri är en bladmossart som beskrevs av Thériot 1935. Renauldia baueri ingår i släktet Renauldia och familjen Pterobryaceae. Inga underarter finns listade i Catalogue of Life.